# Laimer-Dreieck
Das Laimer-Dreieck ist eine unterschiedlich ausgeprägte muskuläre Schwachstelle der Speiseröhre hinten (dorsal) zwischen dem Unterrand des oberen Ösophagussphinkters und den hier hauptsächlich längs orientierten, nach oben auseinander weichenden Fasern der Muskulatur der Speiseröhre.

## Abgrenzung
Oberhalb des oberen Ösophagussphinkters befindet sich das Killian-Dreieck.